# جیمی پک

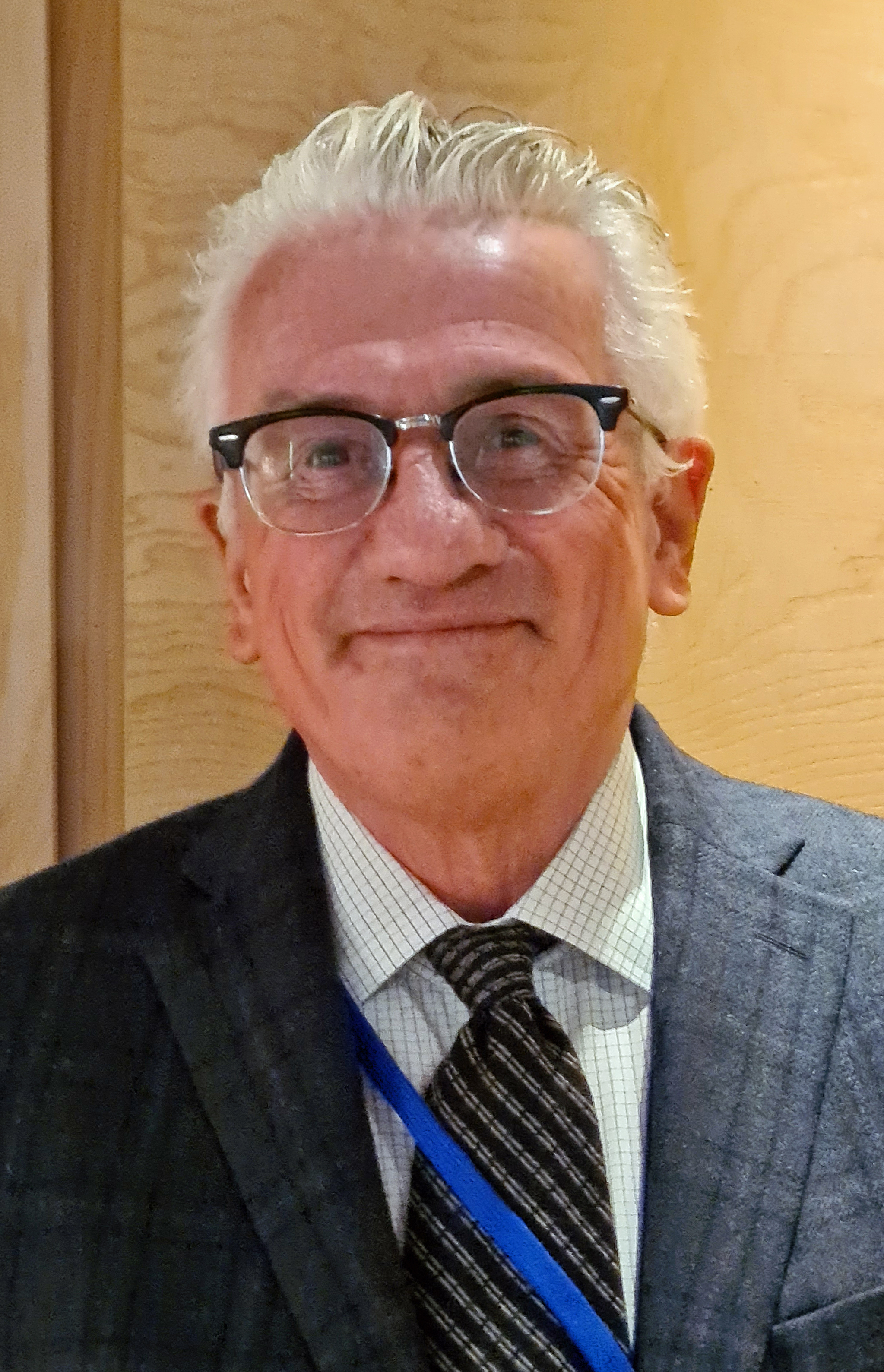
جیمی پک در سن-دیه-ده-ووژ در سال ۲۰۲۳

جیمی پک (زاده ۹ ژوئیه ۱۹۶۲ در کیمبرلی، ناتینگهام‌شر، بریتانیا) رئیس پژوهشی کانادا در اقتصاد سیاسی شهری و منطقه‌ای و استاد جغرافیا در دانشگاه بریتیش کلمبیا، کانادا است. او سردبیر مجله محیط زیست و برنامه‌ریزی الف و مجری مؤسسه تابستانی جغرافیای اقتصادی است.
وی عضو انجمن سلطنتی کانادا (FRSC) و عضو فرهنگستان علوم اجتماعی پادشاهی متحده (FAcSS)است که می‌تواند این القاب را پس از اسم خود استفاده کند.
پروفسور پک در سال برنده جایزه واترین لود، معروف به «جایزه نوبل جغرافیا» شد.

## زمینه
او که دریافت کننده بورسیه‌های گوگنهایم و هارکنس است، قبلاً استاد جغرافیا و جامعه‌شناسی در دانشگاه ویسکانسین-مدیسون و استاد جغرافیا در دانشگاه منچستر بوده‌است و سمت‌های مهمان در دانشگاه جان هاپکینز، دانشگاه آکسفورد، دانشگاه ملی  سنگاپور، دانشگاه ویت واترسند، دانشگاه ملبورن، دانشگاه ناتینگهام، دانشگاه آمستردام، دانشگاه اسلو، و دانشگاه کوئینز بلفاست داشته‌است.

## مشارکت‌های علمی
علایق پژوهشی جیمی پک شامل اقتصاد سیاسی نئولیبرالیزاسیون، انتقال سیاست، حکمرانی اقتصادی، تئوری و سیاست بازار کار، و بازسازی شهری است. انتشارات او عبارتند از : سیاست سریع: حکومت‌داری تجربی در آستانه نئولیبرالیسم (۲۰۱۵، با نیک تئودور)، ساختارهای عقلانی نئولیبرال (۲۰۱۰)، مخالفت با نئولیبرالیسم: مرزهای شهری (۲۰۰۷، تدوین شده با هلگا لایتنر و اریک شپرد)، سیاست و عمل در جغرافیای اقتصادی (۲۰۰۷، تدوین شده با آدام تیکل، اریک شپارد و ترور بارنز)، ایالت‌های کار (۲۰۰۱)، محل کار: تنظیم اجتماعی بازارهای کار (۱۹۹۶)، و به همراه ویلی-بلک ول برای جغرافیای اقتصادی (۲۰۱۲، ویرایش مشترک با تروور بارنز و اریک شپرد).
تحقیقات فعلی او به جامعه‌شناسی برون سپاری جهانی، سیاست نیروی کار در جنوب آمریکا و اقتصاد سیاسی بازسازی شهری مربوط می‌شود.

## سمتهای رسمی
- جایزه واترین لود (۲۰۲۳)

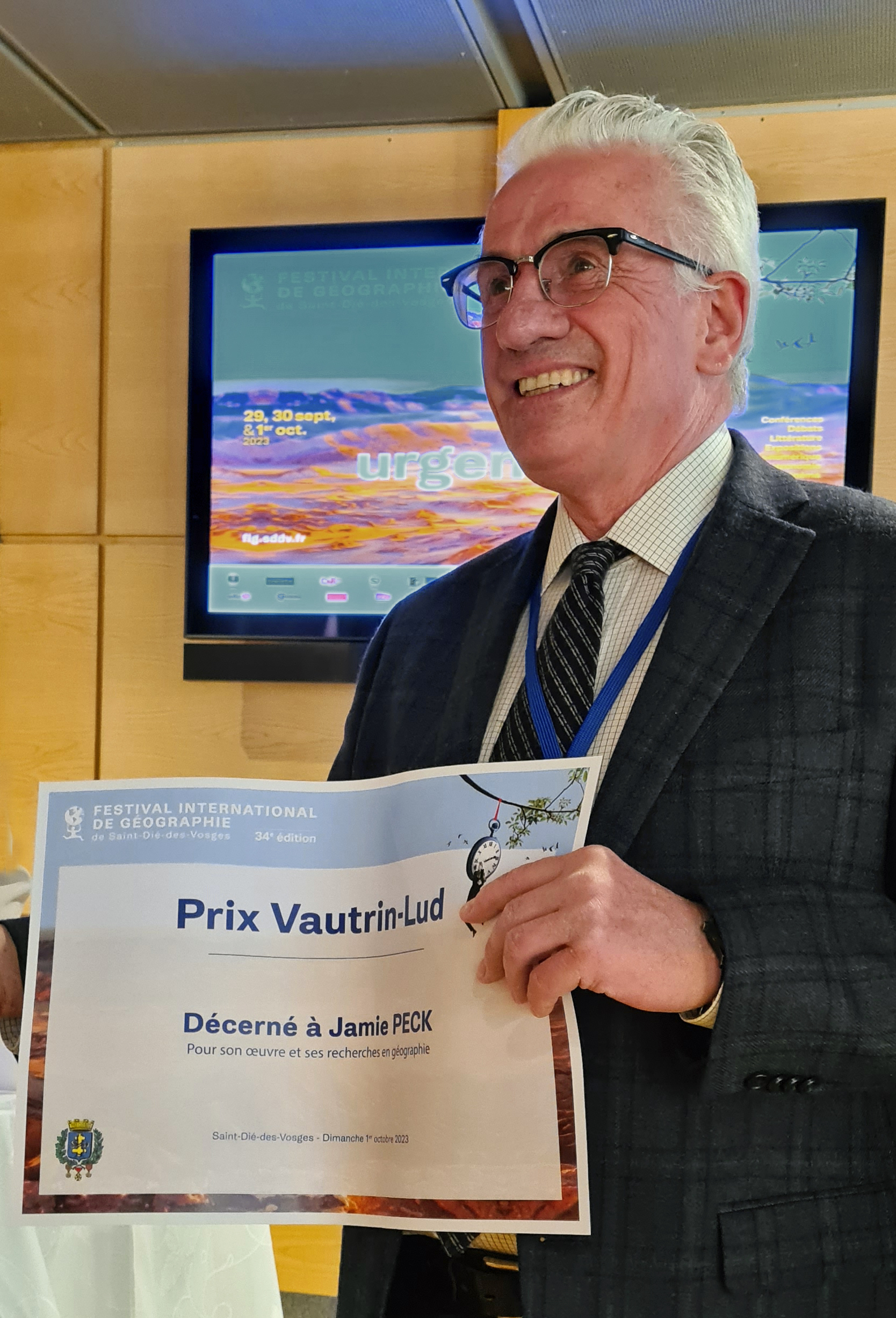
جیمی پک در سال ۲۰۲۳ جایزه واترین لود را دریافت کرد

- جایزه الن چرچیل سمپل، گروه جغرافیا، دانشگاه کنتاکی، 2008[۳]
- عضو انجمن سلطنتی کانادا
- عضو فرهنگستان علوم اجتماعی
- همکار، بنیاد یادبود جان سیمون گوگنهایم (۲۰۰۶–۲۰۰۷)
- جایزه بازگشت، انجمن سلطنتی جغرافیایی، برای «مشارکت در جغرافیای اقتصادی جدید»
- عضو موسسه هارکنِس، صندوق مشترک المنافع نیویورک (۱۹۹۵–۱۹۹۶)